# Italiens Grand Prix 1993
Italiens Grand Prix 1993 var det trettonde av 16 lopp ingående i formel 1-VM 1993.

## Resultat
1. Damon Hill, Williams-Renault, 10 poäng
2. Jean Alesi, Ferrari, 6
3. Michael Andretti, McLaren-Ford, 4
4. Karl Wendlinger, Sauber, 3
5. Riccardo Patrese, Benetton-Ford, 2
6. Erik Comas, Larrousse-Lamborghini, 1
7. Pierluigi Martini, Minardi-Ford
8. Christian Fittipaldi, Minardi-Ford
9. Philippe Alliot, Larrousse-Lamborghini
10. Luca Badoer, BMS Scuderia Italia (Lola-Ferrari)
11. Pedro Lamy, Lotus-Ford (varv 49, elsystem)
12. Alain Prost, Williams-Renault (48, motor)
13. Andrea de Cesaris, Tyrrell-Yamaha (47, oljetryck)
14. Ukyo Katayama, Tyrrell-Yamaha

### Förare som bröt loppet
- Michele Alboreto,  BMS Scuderia Italia (Lola-Ferrari) (varv 23, upphängning)
- Michael Schumacher, Benetton-Ford (21, motor)
- Mark Blundell, Ligier-Renault (20, snurrade av)
- Gerhard Berger, Ferrari (15, upphängning)
- Johnny Herbert, Lotus-Ford (14, snurrade av)
- Martin Brundle, Ligier-Renault (8, kollision)
- Ayrton Senna, McLaren-Ford (8, kollision)
- Aguri Suzuki, Footwork-Mugen Honda (0, kollision)
- Derek Warwick, Footwork-Mugen Honda (0, kollision)
- JJ Lehto, Sauber (0, kollision)
- Rubens Barrichello, Jordan-Hart (0, kollision)
- Marco Apicella, Jordan-Hart (0, kollision)